# Сад божественних пісень (срібна монета)
«Сад боже́ственних пісе́нь» — срібна пам'ятна монета номіналом 20 гривень, випущена Національним банком України. Присвячена 300-річчю від дня народження українського філософа, поета, педагога, вихованця Києво-Могилянської академії — Григорія Савича Сковороди. Григорій Сковорода належить до найвідоміших постатей в українській філософії та літературі. Збірка віршів «Сад божественних пісень» є його своєрідним ліричним щоденником, в якому знайшли відображення життєві події, морально-філософські роздуми про смисл життя, істинне щастя, добро, чесність тощо. Збірка містить 30 пісень.
Монету було введено в обіг 22 листопада 2022 року. Вона належить до серії «Духовні скарби України».

## Опис та характеристики монети
| Номінал грн. | Метал            | Маса, грам   | Діаметр, мм. | Якість виготовлення       | Гурт                           | Тираж, штук |
| ------------ | ---------------- | ------------ | ------------ | ------------------------- | ------------------------------ | ----------- |
| 20           | срібло 925 проби | 62,2 / 67,25 | 50,0         | спеціальний анциркулейтед | гладкий із заглибленим написом | 2 500       |

### Аверс
На аверсі монети розміщено: унизу — малий Державний Герб України, ліворуч від якого написи: «УКРАЇНА» та рік карбування монети «2022»; праворуч — номінал «20» та графічний символ гривні; основна композиція аверсу — символічний стилізований фонтан, що є алегорією Бога, який наповнює водою різні посудини, метафори людини та людської душі. З одного боку, вони всі різного розміру, отже, нерівні. З іншого, — усі вони наповнені, тому рівні. Кожна посудина має різний об'єм, але отримує достатньо води для свого наповнення (пластичне втілення графічного малюнка Г. Сковороди «Нерівна всім рівність…»). Над життєдайним фонтаном «проростають райські» дерева (елемент оздоблення — локальна позолота), що формують сад божественних пісень, навколо яких «розтікаються» рядки зі збірки «Сад божественних пісень»: «ВСЯКОМУ МІСТУ — ЗВИЧАЙ І ПРАВА, ВСЯКА ТРИМАЄ СВІЙ УМ ГОЛОВА; ВСЯКОМУ СЕРЦЮ — ЛЮБОВ І ТЕПЛО, ВСЯКЕЄ ГОРЛО СВІЙ СМАК ВІДНАЙШЛО. Я Ж У ПОЛОНІ НАВ'ЯЗЛИВИХ ДУМ: ЛИШЕ ОДНЕ НЕПОКОЇТЬ МІЙ УМ… ЗНАЮ, ЩО СМЕРТЬ — ЯК КОСА ЗАМАШНА, НАВІТЬ ЦАРЯ НЕ ОБІЙДЕ ВОНА. БАЙДУЖЕ СМЕРТІ, МУЖИК ТО ЧИ ЦАР, — ВСЕ ПОЖЕРЕ, ЯК СОЛОМУ ПОЖАР. ХТО Ж БО ЗНЕВАЖИТЬ СТРАШНУ ЇЇ СТАЛЬ? ТОЙ, В КОГО СОВІСТЬ, ЯК ЧИСТИЙ КРИШТАЛЬ…»; угорі напис — «САД БОЖЕСТВЕННИХ ПІСЕНЬ».

### Реверс
На реверсі монети зображено метафоричну художньо-образну композицію: під деревцем вишні — юнак, який грає на сопілці, поряд — розкрита книга (символічний світ Г. Сковороди); обабіч юнака написи: ліворуч — «300 РОКІВ, ГРИГОРІЙ» (вертикально), праворуч — «СКОВОРОДА» (вертикально); навколо — дзеркальні символічні постаті, що намагаються ухопити філософа, та напис півколом — «СВІТ ЛОВИВ МЕНЕ, ТА НЕ СПІЙМАВ :)» (угорі).

## Автори

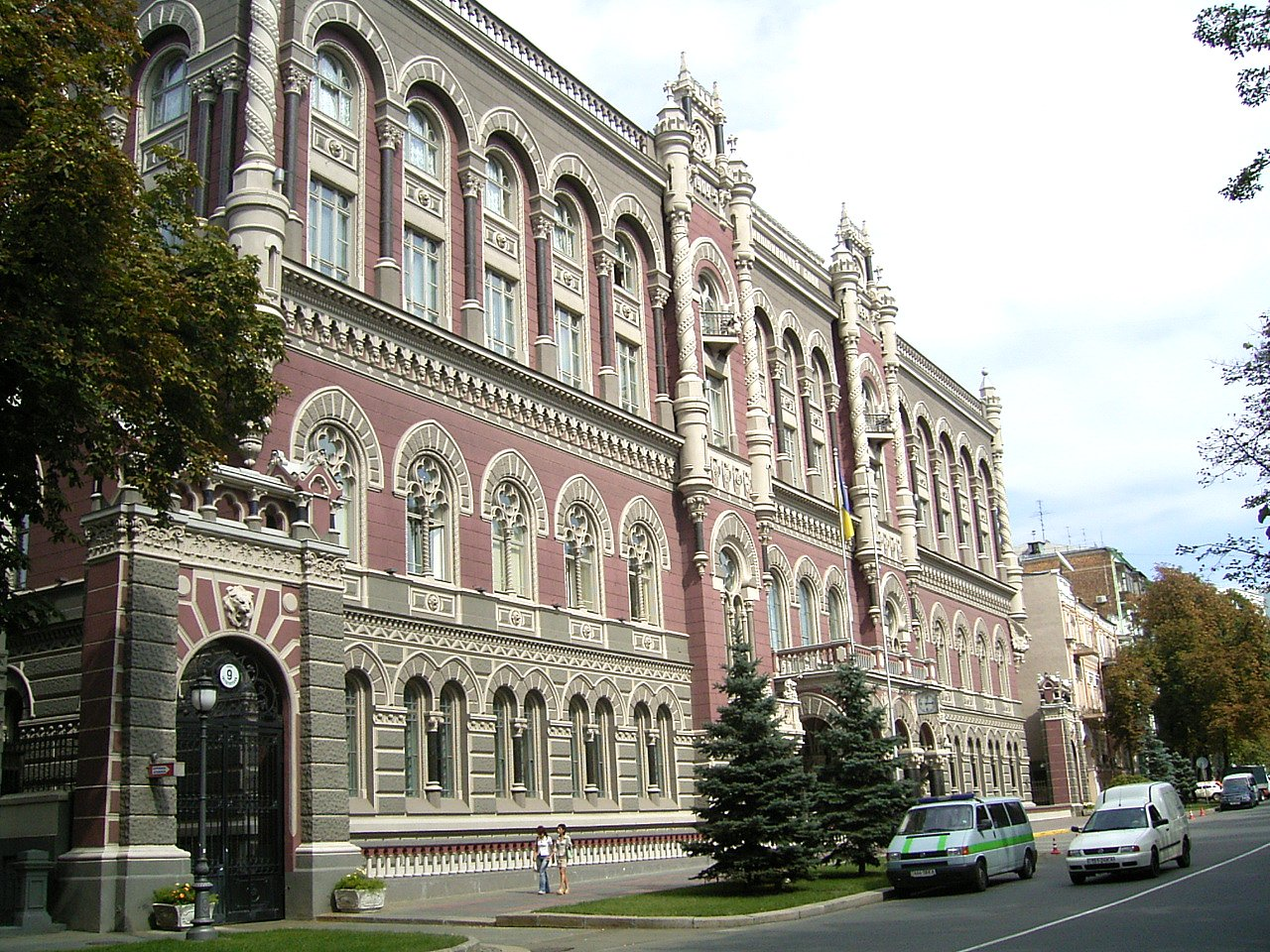
Будівля Національного банку України

- Художники: Таран Володимир, Харук Олександр, Харук Сергій.
- Скульптори: Іваненко Святослав, Атаманчук Володимир.

## Вартість монети
Під час введення монети в обіг 2022 року, Національний банк України реалізовував монету за ціною 4190 гривень.
Фактична приблизна вартість монети з роками змінювалася так:
| Рік        | 2023  | 2024  | 2025   |
| ---------- | ----- | ----- | ------ |
| Ціна, грн. | 6 000 | 9 800 | 10 400 |